# Ngoné Mbengue
Ngoné Mbengue est une femme politique sénégalaise et maire intérimaire de la ville de Dakar depuis le 16 décembre 2024. Elle remplace Barthélemy Dias, jusqu'alors maire de la capitale sénégalaise suite une condamnation.

## Biographie
Ngoné Mgengue est nommée maire par intérim de Dakar le 16 décembre 2024, à la suite de la destitution de Barthélémy Dias dans l'affaire NDiaga Diouf,. Ngoné Mgengue est membre du mouvement politique Taxawu Sénégal,, elle est l’une des figures féminines de la gouvernance municipale à Dakar. Barthélémy Dias et Ngoné Mbengue sont membres du même parti politique, celui de Taxawu Sénégal, le mouvement dirigé par l’opposant Khalifa Ababacar Sall,.
Peu médiatisée avant sa montée au poste de maire par intérim, Ngoné Mbengue s’est illustrée dans l’administration municipale. Elle est également connue pour son engagement dans les questions communautaires et le dialogue avec les populations locales.

## Parcours politique
Ngoné Mbengue s’est imposée dans la politique municipale de Dakar en devenant conseillère municipale, puis première adjointe au maire. Elle a travaillé aux côtés de Barthélémy Dias, élu maire en 2022 sous la bannière de la coalition Yewwi Askan Wi. Elle est restée fidèle à la ligne politique de Khalifa Sall, ancien maire de Dakar et figure de l’opposition sénégalaise.

## Mandat de maire par intérim
Le 13 décembre 2024, Barthélémy Dias a été déchu de son mandat de maire par le préfet de Dakar, en raison d’une condamnation judiciaire pour homicide volontaire dans une affaire remontant à 2011. Conformément au code général des collectivités territoriales, c’est la première adjointe, Ngoné Mbengue, qui a été appelée à assurer l’intérim. Elle prend officiellement fonction le 16 décembre 2024.

## Position politique et fidélité à Khalifa Sall
En mai 2025, alors que la rupture entre Barthélémy Dias et Khalifa Sall devient publique, Ngoné Mbengue affirme clairement son positionnement politique. Elle s’affiche aux côtés de Khalifa Sall lors d’une conférence de presse, marquant ainsi son attachement au leader de Taxawu Sénégal. Ce choix est perçu comme un signe de loyauté envers le mentor politique historique de la capitale, malgré la montée en puissance du camp Dias.

## Mandat intérimaire
L’intérim de Ngoné Mbengue intervient dans un moment délicat de la vie politique dakaroise, marqué par des dissensions au sein de l’opposition, des enjeux électoraux à venir, et des tensions autour de la gouvernance municipale. Le remplacement de Barthélémy Dias a suscité de nombreux débats sur la stabilité de la coalition et la succession à la mairie de Dakar.